# Pedro Gerardo Beltrán Espantoso

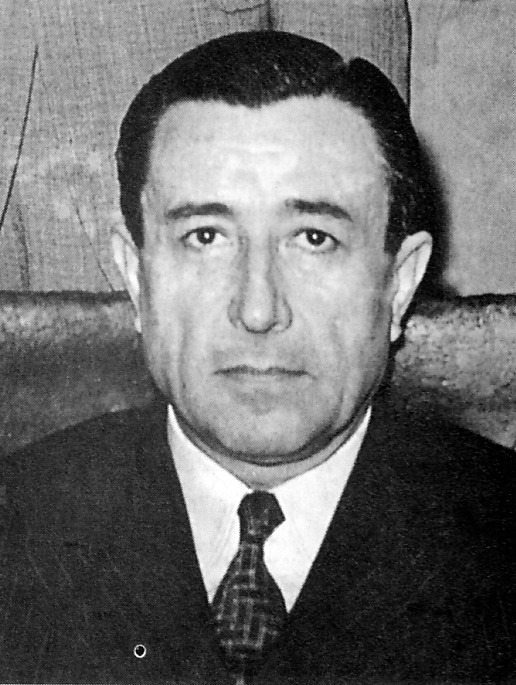
Pedro Gerardo Beltrán Espantoso (1938)

Pedro Gerardo Beltrán Espantoso (* 17. Februar 1897 in Lima; † 16. Februar 1979 ebenda) war ein peruanischer Ökonom, Diplomat, Verleger und Politiker, dessen von 1959 bis 1961 dauernde Amtszeit als Premierminister und Minister für Finanzen und Handel die Wirtschaft Perus stabilisierte.

## Leben

### Zeitungsverleger, Botschafter in den USA und Bretton-Woods-Konferenz

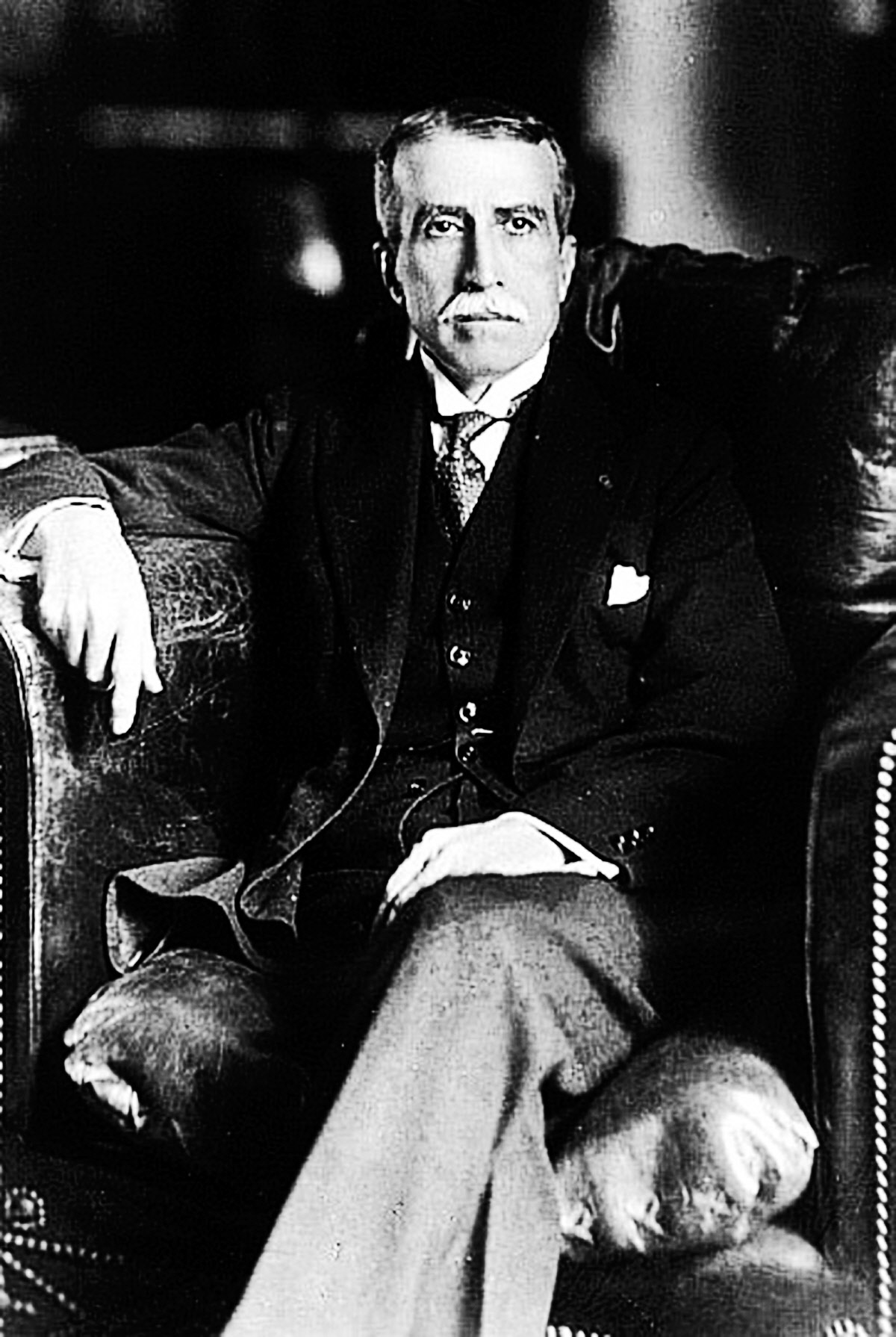
Während der Amtszeit von Staatspräsident Augusto Leguía y Salcedo wurde Beltrán 1929 erstmals Mitglied des Direktoriums der Zentralbank BCRP (Banco Central de Reserva del Peru).

Pedro Gerardo Beltrán Espantoso, Sohn von Pedro Juan José Felipe Leandro Beltrán Cendeja und Augusta María Susana Josefina Espantoso Bergmann, begann nach dem Besuch des Colegio Sagrados Corazones Recoleta ein Studium der Wirtschaftswissenschaft an der Universidad Nacional Mayor de San Marcos (UNMSM), das er an der London School of Economics (LSE) fortsetzt und 1918 mit einem Bachelor of Science (B.S. Economics) beendete. Nach verschiedenen anderen Tätigkeiten wurde er zum Ende der Amtszeit von Staatspräsident Augusto Leguía y Salcedo 1929 erstmals Mitglied des Direktoriums der Zentralbank BCRP (Banco Central de Reserva del Peru) und gehörte dem Direktorium zwischen 1931 und 1934 als Vizepräsident an. Er gründete zwischenzeitlich 1930 mit Manuel González Olaechea und Gerardo Klinge die Nationale Agrarpartei PNA (Partido Nacional Agrario). 1934 wurde er Eigentümer der einflussreichen, in Lima erscheinenden Tageszeitung La Prensa und war bis 1974 deren Verleger. Er engagierte sich im Club de la Unión sowie im Club Nacional, deren Mitglieder aus den vornehmsten und wohlhabendsten Familien des Landes stammen. 1936 half er bei der Gründung der Nationalen Rechtsfront FND (Frente Nacional de Derecha), deren Kandidat Jorge Prado Ugarteche mit 50.162 Stimmen (25 Prozent) nach Luis Antonio Eguiguren Escudero von der Sozialdemokratischen Partei PSD (Partido Social Demócrata) Zweitplatzierter. Allerdings ignorierte der seit 1933 profaschistisch, diktatorisch regierende Staatspräsident Oscar R. Benavides das Wahlergebnis und blieb bis 1939 weiter im Amt.
Beltrán wurde nach dem Tode von Manuel de Freyre y Santander am 1. April 1944 dessen Nachfolger als Botschafter in den USA und verblieb auf diesem Posten bis zu seiner Ablösung durch Jorge Prado Ugarteche 1946, wobei Humberto Fernández-Dávila y Segovia bereits seit 1945 als Geschäftsträger die Botschaft leitete. Während dieser Zeit war Beltrán, der in sozialen und wirtschaftlichen Fragen ultrakonservative Ansichten vertrat, auch Vertreter bei der Konferenz von Bretton Woods, die nach dem Zweiten Weltkrieg eine neue internationale Währungsordnung mit Wechselkursbandbreiten schuf, die vom US-Dollar als Ankerwährung bestimmt war. Nach seiner Rückkehr nutzte er seine Tageszeitung La Prensa eine Kampagne zum Verbot der Amerikanische Revolutionäre Volksallianz APRA (Alianza Popular Revolucionaria Americana), einer reformistischen politischen Partei, zu führen.

### Präsident derBanco Central de Reserva del Peru, Premierminister und Finanzminister

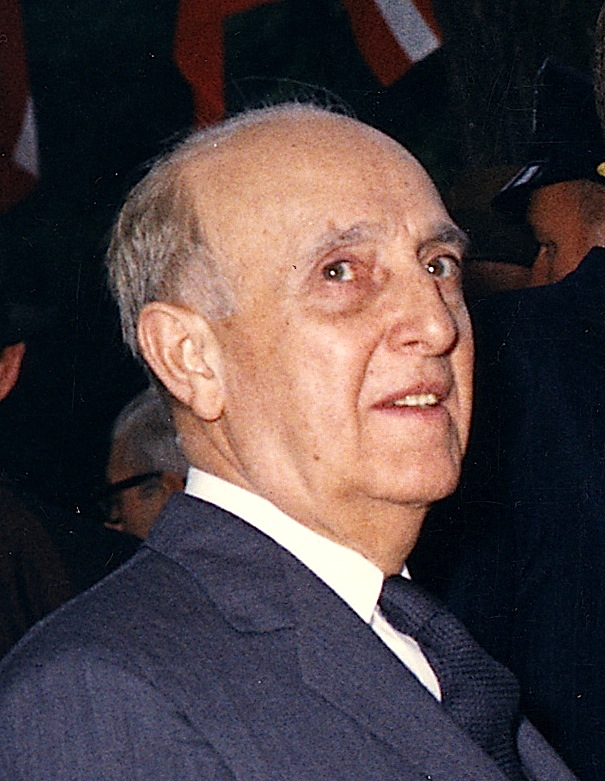
Unter Staatspräsident Manuel Prado y Ugarteche war Beltrán zwischen 1959 und 1961 Premierminister sowie Minister für Finanzen und Handel.

Am 25. November 1948 wurde Pedro Gerardo Beltrán von Staatspräsident Manuel Arturo Odría Amoretti als Nachfolger von Francisco Tudela y Varela zum Präsidenten der Zentralbank Banco Central de Reserva del Peru ernannt und hatte diesen Posten bis zum 13. April 1950 inne, woraufhin Clemente de Althaus Dartnell ihn ablöste. Als Präsident der Zentralbank setzte er sich für den freien Handel ein und forderte ein absolutes Minimum an staatlichen Kontrollen. Im letzten Amtsjahr des autokratisch regierenden Präsidenten Manuel Odría wurde er 1956 für einen Monat im Inselgefängnis auf der Isla El Frontón inhaftiert, weil er sich für eine Lockerung der Unterdrückungsherrschaft von Odría eingesetzt hatte.
Als die peruanische Wirtschaft bei einer Inflationsrate des Landes von elf Prozent auf eine Katastrophe zusteuerte, wurde Beltrán von Staatspräsident Manuel Prado y Ugarteche in einem verzweifelten Versuch, die Wirtschaft wieder aufzubauen, am 4. Juli 1959 als Nachfolger von Luis Gallo Porras zum Premierminister (Presidente del Consejo de Ministros) berufen. Er bekleidete dieses Amt bis zum 19. November 1961 und wurde fünf Tage später am 24. November 1961 offiziell von Carlos Moreyra y Paz Soldán abgelöst. Zugleich bekleidete er in seinem Kabinett von September 1959 bis zum 26. April 1961 das Amt als Minister für Finanzen und Handel (Ministro de Hacienda y Comercio). Während seiner zwei Jahre Amtszeit als Premierminister zahlte Beltrán Perus Schulden in Höhe von 14,5 Millionen Dollar an den Internationalen Währungsfonds zurück, senkte die Inflation auf drei Prozent und führte eine „Basis des freien Wechselkurses“ ein, die die Devisenreserven und die Handelsbilanz des Landes stärkte. Die von ihm entworfene Idee individueller Landtitel zur Stärkung der Landwirtschaft in den Pampas, die er als „das billige Haus, das wächst“ (‚la casa barata que crece‘), wurde erst 1985 umgesetzt. 1961 bewarb er sich um die Präsidentschaft, verwarf jedoch seine Pläne, bei den Wahlen von 1962 anzutreten, nachdem seine erste Wahlkampfveranstaltung nur eine Handvoll Unterstützer angezogen hatte. Daraufhin trat er am 19. November 1961 als Premierminister zurück.
Beltrán kehrte als Verleger und Herausgeber zu La Prensa zurück, bis die Zeitung 1974 von der Militärregierung unter Präsident Juan Velasco Alvarado enteignet wurde. Er war zudem seit 1960 Honorarprofessor an der London School of Economics and Political Science.
1950 heiratete er die US-amerikanische Ökonomin Miriam Therese Kropp, Journalistin und Vorstandsvorsitzende der Zeitung La Prensa. Das Paar hatte keine Kinder.

## Veröffentlichungen
- La verdadera realidad peruana, Editorial San Martín, Madrid 1976

posthum
- Pensamiento y acción. Selección de textos, Instituto de Economía de Libre Mercado, Lima 1994

## Hintergrundliteratur
- Enrique Chirinos Soto: Tres periodistas. Ulloa, Cisneros, Beltran, Centro Documentación Andina, Lima 1984